# Rivière-Salée
Pour les articles homonymes, voir Rivière (homonymie) et Rivière Salée.
Rivière-Salée est une commune française, située dans le département d'Outre-Mer de la Martinique. Ses habitants sont appelés les Saléens. Rivière-Salée était nommée Cul-de-Sac-à-Vaches jusqu'en 1716.
Rivière-Salée est, du fait de sa position géographique stratégique, le second pôle administratif et économique du sud de la Martinique après Le Marin. Sur le territoire de la commune se trouvent des services administratifs importants comme une agence de la CGSS, de la CAF et du Pôle Emploi, le siège de la communauté d'agglomération de l'espace sud de la Martinique. On y trouve également deux ZAC, la Laugier et l'Espérance.

## Géographie

### Localisation
La commune se situe sur la route des Anses.
Rivière-Salée est voisine de plusieurs communes, notamment des Trois-Ilets, Diamant, Sainte-Luce, Saint-Esprit, Rivière-Pilote et Ducos.

## Urbanisme

### Typologie
Rivière-Salée est une commune urbaine, car elle fait partie des communes denses ou de densité intermédiaire, au sens de la grille communale de densité de l'Insee,,,. 
Elle appartient à l'unité urbaine du Robert, une agglomération intra-départementale regroupant 11 communes et 129 747 habitants en 2022, dont elle est une ville-centre,.
Par ailleurs la commune fait partie de l'aire d'attraction de Fort-de-France, dont elle est une commune de la couronne. Cette aire, qui regroupe 28 communes, est catégorisée dans les aires de 200 000 à moins de 700 000 habitants,.

## Toponymie
Rivière-Salée compte deux bourgs, dits le Grand-Bourg et le Petit-Bourg.
Le nom de Cul-de-Sac-à-Vaches est utilisé dès le XVIIe. En 1716, le Cul-de-Sac-à-Vaches est divisé en deux paroisses : les Trois-Ilets et Rivière-Salée. De 1837 à 1849, les Trois-Ilets et Rivière-Salée sont de nouveau fusionnés sous le nom de Les Trois-Bourgs.

## Histoire
La paroisse de Rivière-Salée a été fondée en 1716, car les habitants ne pouvaient suivre la messe qu’au Trois-Ilets, ou au Trou-au-Chat (Ducos). À cette époque, plusieurs familles étaient réparties sur des habitations. L’église fut construite sur un terrain donné par un certain Duval et la paroisse fut confiée aux capucins. Le 12 juin 1737, la Martinique est partagée en communes.
Rivière-Salée appartient aux trois Bourgs, Les Trois-Ilets et Rivière-Salée (Petit-Bourg et Grand-Bourg). Les Trois-Ilets deviendront autonomes un an après l’abolition de l’esclavage, le 2 mai 1849.
Les techniques changent : 
- 1810 : premier moulin à vapeur sur l’habitation Maupeou, disparition des sucreries au profit des usines.
- 1845 : première usine. Les deux usines, celle de Rivière-Salée, Poirier, et celle de Petit-bourg La Guillot virent le jour.
- 1868 : les actionnaires se mirent en place
- 1870 : insurrection du Sud. Rivière-Salée fut directement concernée. Au quartier Régale, trois habitations furent incendiées.
- 1871 : achèvement des deux usines. Elles fonctionnèrent près d’un siècle.

À la veille de la Révolution française, c’était la production de sucre qui dominait. Sur 559 carrés de terre en plaine, 550 sont plantés en cannes qui sont traitées dans 16 sucreries.
Le café suivait la canne de très près. Il s’étendait sur 161 carrés situés sur les pentes des mornes. Rivière-Salée possédait cinq caféières. Le coton et le cacao étaient d’autres cultures faiblement représentées. 131 carrés étaient cependant consacrés aux vivres pour nourrir la population qui, toutes catégories confondues atteignait 2 000 personnes. Le chiffre le plus élevé était celui des savanes qui représentaient 853 carrés ; il fallait prévoir la nourriture pour l’élevage de chevaux, mulets, bœufs, qui assuraient divers transports.
La traversée de la Rivière-Salée se faisait sur un bac et un arrêté du 2 septembre 1850 fixa les droits de péage selon les catégories. Plus tard, ce bac fut remplacé par un pont. Les marchands venant des communes avoisinantes arrivaient avec des légumes, les denrées de leurs jardins à dos de mulets bâtés, en cabrouets pour se rendre à Fort-de-France par le « yacht » à vapeur, départ 7 h, retour 15 h.

## Politique et administration

### Rattachements administratifs et électoraux
Rivière-Salée appartient à l'arrondissement du Marin et vote pour les représentants de l'Assemblée de Martinique. Avant 2015, elle élisait son représentant au conseil général dans le canton de Rivière-Salée, entité dont elle était le chef-lieu et unique commune.
Pour l’élection des députés, la commune fait partie de la quatrième circonscription de la Martinique.

### Intercommunalité
La commune appartient à la communauté d'agglomération de l'Espace Sud de la Martinique.

### Liste des maires
| Période                                  | Période   | Identité             | Étiquette    | Qualité |
| ---------------------------------------- | --------- | -------------------- | ------------ | --- |
| septembre 1945                           | 1965      | Alphonse Jean-Joseph | DVD          | Industriel, négociant Conseiller général du canton de Rivière-Salée (1955 → 1965) Président du conseil général de la Martinique (1953 → 1957)                                                              |
| décembre 1965                            | mars 1971 | Jean Saint-Prix      | UNR puis UDR | Médecin Conseiller général du canton de Rivière-Salée (1965 → 1973) |
| mars 1971                                | mars 1989 | Georges Élisabeth    | app. PPM     | Enseignant Conseiller général du canton de Rivière-Salée (1973 → 1992) |
| mars 1989                                | en cours  | André Lesueur        | RPR puis FMP | Cadre administratif retraité Député de la 4e circonscription de la Martinique (1993 → 1997) Conseiller général du canton de Rivière-Salée (1992 → 2010) Conseiller régional de la Martinique (2010 → 2015) |
| Les données manquantes sont à compléter. |           |                      |              | |

## Population et société

### Démographie
L'évolution du nombre d'habitants est connue à travers les recensements de la population effectués dans la commune depuis 1961, premier recensement postérieur à la départementalisation de 1946. À partir de 2006, les populations de référence des communes sont publiées annuellement par l'Insee. Le recensement repose désormais sur une collecte d'information annuelle, concernant successivement tous les territoires communaux au cours d'une période de cinq ans. Pour les communes de plus de 10 000 habitants les recensements ont lieu chaque année à la suite d'une enquête par sondage auprès d'un échantillon d'adresses représentant 8 % de leurs logements, contrairement aux autres communes qui ont un recensement réel tous les cinq ans,.

En 2022, la commune comptait 11 818 habitants, en évolution de −2,32 % par rapport à 2016 (Martinique : −4,11 %, France hors Mayotte : +2,11 %).
| 1961  | 1967  | 1974  | 1982  | 1990  | 1999   | 2006   | 2011   | 2016   |
| ----- | ----- | ----- | ----- | ----- | ------ | ------ | ------ | ------ |
| 7 515 | 7 227 | 7 020 | 6 757 | 8 753 | 12 276 | 13 144 | 12 855 | 12 099 |

| 2021   | 2022   | - | - | - | - | - | - | - |
| ------ | ------ | - | - | - | - | - | - | - |
| 11 887 | 11 818 | - | - | - | - | - | - | - |

### Enseignement
- 1837 : première école primaire de garçons.
- 1871 : deux autres voient le jour :
  - Une école de filles qui s’ouvre à Grand–Bourg, gratuite et communale, elle est dirigée par les sœurs de Saint-Joseph de Cluny.
  - Une école de garçons tenue par les frères de l'instruction chrétienne de Ploërmel.
- 1882 : les écoles sont laïcisées. Les religieux sont remplacés par des instituteurs laïcs.

Rivière-Salée a été la seule commune à posséder une école dont le directeur, Alexis Venance, fût un créole.
Établissements scolaires de la commune :
- Collège Georges-Élisabeth ;
- Lycée polyvalent Joseph-Zobel ;
- CFA Centre de formation des apprentis.

### Sports et loisirs
Équipements sportifs :
- Stade de Trénelle, bourg de Rivière-Salée.
- Stade Hermann-Panzo, quartier Petit-Bourg.
- Hall des Sports, bourg de Rivière-Salée.

Clubs sportifs :
- L'Éclair de Rivière-Salée, football, basket-ball, volley-ball, athlétisme. (L'équipe de football de l'Eclair de Rivière-Salée a été championne de la Martinique de football en 1969)
- Le New-Club de Petit-Bourg, football
- ASC Hirondelle de la Haut, football, handball.
- Futsal Académie Martinique, futsal, football
- Athlétic Club Saléen, ACS, athlétisme.
- Team Vélo Martinik - Energizer, cyclisme
- Le Roi Saléen, échecs.

## Économie
En 2019, le taux de chômage à Rivière-Salée s'élevait à 15%, tandis que la dette de la commune s'élevait à 10 517 500 €. Le revenu moyen par habitant y était de 2 273 € nets par mois, soit 27 274 € nets par an.

## Culture locale et patrimoine

### Lieux et monuments
- Église Saint-Jean-Baptiste de Rivière-Salée. L'église est dédiée à saint Jean le Baptiste.
- Église adventiste du Septième Jour de Rivière-Salée.
- Église de Petit-Bourg.

### Personnalités liées à la commune
- André Lesueur (1947-), maire de Rivière-Salée depuis 1989 et président de la communauté d'agglomération de l'espace sud de la Martinique depuis 2020. Il fut aussi député de la Martinique de 1993 à 1997, conseiller général de 1992 à 2010 et conseiller régional de 2010 à 2015 et cofondateur et président des Forces martiniquaises de progrès ;
- Betty Lise (1972-), ancienne athlète spécialiste du triple saut. En 1994, elle devient Championne de France du triple saut en établissant un nouveau record national avec 13,92.
- Gilles Charles de Maupeou, comte d'Ableiges (1766-1832), sous-lieutenant aux gardes françaises, émigre en 1791 et débarque en 1795 à la Martinique. En 1802, il s'installe à Rivière-Salée sur une plantation de cannes à sucre située au Belvédère (future Habitation Maupeou) que lui cède son beau-père. Il va y exercer la profession de sucrier et installer, en 1810, un moulin à vapeur construit en Angleterre. Le 17 juillet 1815, Charles est nommé député de la Martinique (AN Outre-Mer, cote COL C8 A 120 f°138) et quitte l'île, où il ne reviendra pas, pour Paris où il représentera la Martinique au Conseil supérieur des colonies (Moniteur Universel n° 34, page 1238). Le 20 novembre 1815, il s'occupe de la liquidation des réclamations des sujets de S.M. Britannique envers le gouvernement français (AN Outre-Mer, cote COL C8 A 121 f°204), et le 29 septembre 1821 le ministre de la Marine et des colonies le charge d'examiner le système monétaire des colonies françaises (Arch. de l'armée, Vincennes, lettre de nomination du ministre Portal). Lieutenant-colonel de la milice martiniquaise, Charles de Maupeou avait été nommé, le 28 août 1816, chevalier de l'ordre de Saint-Louis. Il décède à Vernon (Eure) le 14 décembre 1829 où il repose. Il avait contracté deux mariages dont il eut une postérité toujours vivante : le premier avec Louise Le Pelletier de Liancourt (1770-1818) et le second avec Georgette de Montchenu (1791-1873). L'habitation Maupeou est mise en vente par adjudication, le 4 novembre 1839, à la demande des héritiers du député. Des vestiges de cette habitation sucrière ont été mis à jours lors de fouilles archéologiques préventives en 2016-2018.
- Hermann Panzo (1958-1999), athlète professionnel ; En son hommage, le stade football de Petit-Bourg porte son nom.
- Marc Pulvar (1936-2008), syndicaliste et nationaliste martiniquais ;
- Ludvy Vaillant (1995 -), athlète professionnel ;
- Edmond Valcin (1913-1997), avocat, sénateur de la Martinique de 1977 à 1986 ;
- Élie de Vassoigne (1811-1891), y est né ; il fit une carrière brillante dans l’armée et s'illustra durant la guerre de 1870 au siège de Bazeilles ;
- Vincent Vermignon (1983-), est un acteur français originaire de Rivière-Salée. Il joue notamment dans les séries Cut ! et Plus belle la vie.
- Joseph Zobel (1915-2006), écrivain, romancier, poète et auteur du roman La Rue Cases-Nègres se déroulant à Petit-Bourg, porté à l'écran en 1983. En 1994, le prix littéraire Frantz Fanon a été décerné à Joseph Zobel pour son ouvrage "D'amour et de silence" ; En son hommage, le lycée polyvalent de la commune a été nommé Lycée polyvalent Joseph Zobel.

### Héraldique
| Blason de Rivière-Salée | Blason  | |
| Blason de Rivière-Salée | Détails | Sont évoqués quelques moments forts de l’histoire de la paroisse et de la commune. - Les deux églises, plus anciens lieux de culte de Grand-Bourg et de Petit-Bourg ; - Le cours d’eau est celui qui a donné son nom à la commune de Rivière-Salée ; - Le pont est le pont Bac qui réunit les deux agglomérations depuis la ﬁn du XIXe siècle ; - Les têtes de bœufs sont en fait des têtes de vaches. D’après la légende, les premiers colons qui arrivèrent dans la région prirent pour des vaches les lamantins qui s’ébattaient dans la mangrove, d’où le nom de Cul de Sac à Vaches donné, au début de l’occupation de l’île, à cette partie de la Martinique qui s’étend sur Rivière-Salée et Trois-Ilets. Cette région prit ensuite le nom de Commune des Trois-Bourgs puisqu’elle comprenait : Grand-Bourg, Petit-Bourg et Trois-Ilets. D’où ce choix de limiter à trois le nombre de têtes ﬁgurant sur le blason. [réf. nécessaire] |